# Metaphycus funicularis
Metaphycus funicularis är en stekelart som beskrevs av Annecke 1965. Metaphycus funicularis ingår i släktet Metaphycus och familjen sköldlussteklar. Inga underarter finns listade i Catalogue of Life.